# Дрим
Дрим (алб. Drini, мкд. Дрим), односно Велики Дрим, је река на југозападу Балкана. Просечни проток воде у Дриму је 189 m³/s. Слив Дрима покрива територију од 11.756 km², северну и источну Албанију, западну Северну Македонију и западни део Метохије. Протиче кроз дубоке клисуре и није плован.
Река Дрим настаје спајањем Белог и Црног Дрима код града Кукеш у североисточној Албанији. Од тог места до ушћа у Јадранско море Дрим је дугачак 160 km. Са Белим Дримом, укупна дужина реке је 335 km. Близу Скадра, Дрим се дели на два рукавца (бифуркација). Један од њих се улива у Јадран јужно од града Љеш, а други, мањи, улива се у реку Бојана. Други рукавац је настао 1858.
Река Дрим је од великог значаја за албанску привреду, посебно за производњу електричне енергије. На реци су изграђене 3 бране које служе за производњу струје. Вештачко језеро Фјерза је са 73 km² највеће вештачко језеро у Албанији. Наредно језеро у низу има површину од 25 km².
Задрима је област код реке Дрим између Скадра и Љеша. Иван Јастребов је набројао мостове и прелазе на Дриму који су постојали у његово време. На Црном Дриму је био мост код Дебра, камени и чврсти, и другог моста нема до Везирова моста. Арнаути се пребацују на познатим местима где је Дрим широк, а није дубок, јер не умеју да пливају. На Белом Дриму: Швањски мост, мост преко Дрима на пола сата од Љумског моста, Везиров мост (Албанија), мост испод села Блиндишта у Задрими и зове се Ура Лекес (Лекин мост), Ура Шкинес (мост православне жене). Дрим није пловна река. Ако су у старија времена чамци долазили до тврђаве Далмације, оданде нису даље ишли. Прелази преко Дрима на даскама у доба Јастребова су били: код хана Спас у области Хас и зове се Васпас (тј. спаски прелаз, Вау — место где се прелази, Спасит, генитив од Спас) прелаз код села Фирза у Алтинску област зове се Вау-фирзес, Вау-и-Шлакнут (прелаз код села Шлаку које је на десној обали, на јужним падинама планине Цукли), Вау-и-Шпорит, тј. прелаз код села Шпори у Мазреку, Вау-и-Вердес (код села Верда код старе цитаделе Дањ), Вау-и-Грамшит тј. прелаз код села истог имена у Задрими, Вау-и-Мулинавет близу села Балдрена, такође у Задрими и води до воденице (мулинавет значи млин, воденица), Вау-Лешес — Љешки прелаз. Тај прелаз је имао назив Широки Брод у Љешу. Између Балшића и Дубровчана била је потписана нарочита конвенција ниже широкога Брода у Љешу 17. јануара 1368. године у погледу царине на Дани тј. дозволили су им да пролазе кроз Дањ без плаћања царинске таксе.

## Занимљивости
Марин Бици надбискуп барски и примас Србије је у свом путопису из 1610. године записао да река Дрим (од Охридског језера до Љеша) дели Србију од Албаније. Каплан Буровић цитира немачког историчара академика проф. др Георга Стадтмилера који тврди да је у северној Албанији (преко реке Дрим) становништво било у већини српско. Ана Анђелина Комнина је записала да река Дрим пролази поред доњих покрајина Далмата (који су били Словени).
Данило II Српски архиепископ и патријарх описује боj 1282. године Срба и Татара на Дриму где jе погинуо Татарски великаш Черноглав .